# Prodavač humoru
Prodavač humoru je česká hořká filmová komedie z roku 1984 režiséra Jiřího Krejčíka s Júliem Satinským v hlavní roli. Jde o satiricko-parodickou komedii o pokleslém humoru a zábavě estrádní povahy a o poměrech panujících v uměleckých agenturách, které takovýto humor prodávaly v někdejším socialistickém Československu. Pro Jiřího Krejčíka šlo o jeho poslední celovečerní hraný film určený pro promítání v kinech. Vzhledem k velmi ostrému kritickému podtónu a celkovému vyznění filmu byl film po premiéře promítán jen velmi omezeně, od roku 1985 do roku 1990 nebyl promítán a uváděn v někdejší Československé televizi vůbec. Ve filmu zazněla hudba tehdy zakázané skupiny Pražský výběr resp. jejího hlavního autora Michaela Kocába.

## Hrají
- Július Satinský – Jožin Petránek, ředitel estrádní agentury Radost
- Nina Divíšková – Petránková, Jožinova žena
- Yvetta Kornová – Jana, Petránkova dcera
- Ivan Vyskočil – Kandrt
- Pavel Zedníček – Pospíšil, kouzelník-amatér a nový ředitel estrádní agentury Radost
- Dana Vlková – Madelaine, „francouzská“ šansoniérka
- Radka Stupková – Renáta, Petránkova dcera
- František Řehák – Binko, generální ředitel
- Jiří Pleskot – Šoustek, náborář
- Ondřej Vetchý – Míša Kandrt
- Helena Bártlová – Pěnkava
- Leoš Suchařípa – Fabián
- Jaroslav Mareš – Vyhnálek
- Miriam Kantorková – matka Marcely
- Zora Rozsypalová – žena v kravíně
- Lena Birková – žena v kravíně
- Uršula Kluková – žena v kravíně
- Luděk Kopřiva – vedoucí kulturního domu
- Blanka Blahníková – bytná
- Eva Hodinová – podnájemnice
- Gabriela Wilhelmová – uklízečka
- Ladislav Křiváček – předseda JZD
- Oldřich Navrátil – role neurčena
- Jan Schmid – vedoucí strojní traktorové stanice
- Jaroslava Kretschmerová – Romana
- Jiřina Jelenská  – opilá žena
- Jana Marková – úřednice agentury Radost
- Jiří Lábus – mladík s trombónem
- Oldřich Kaiser – role neurčena
- Jana Čubrová – Marcelka
- Jana Viščaková  – artistka
- Pavel Nový – vekslák
- Jan J. Vágner – Fery
- Jaromír Kučera – dirigent
- Marián Labuda – hudebník
- Jan Lorman – člen poroty
- Gustav Oplustil – člen poroty
- Miroslav Vladyka – příslušník Veřejné bezpečnosti
- Vlastimil Bedrna – Bohoušek
- Karel Hovorka – vekslákův zákazník
- Oldřich Slavík – Kňour
- Zuzana Burianová – servírka
- Stano Dančiak – muž
- Julie Jurištová – dívka u benzinové čerpací stanice
- Václav Kotva – Ostrčil
- Jan Kuželka – vedoucí vepřína
- Roman Hájek – host na oslavě narozenin
- Pavlína Mourková – host na oslavě narozenin
- Magda Reifová – host na oslavě narozenin
- Světlana Nálepková – komická zpěvačka
- Michal Nesvadba – role neurčena
- Oldřich Velen – ředitel
- Miloš Zídek  – loutkoherec-tanečník
- Jiřina Jelenská – opilá žena
- Alena Karešová – Bindova sekretářka